# Chiesa di San Salvatore (Cuasso al Monte)
La chiesa di San Salvatore è un edificio religioso cattolico di rito ambrosiano sito nel comune di Cuasso al Monte, nella frazione Zotte San Salvatore, altrimenti conosciuta come Villaggio Siba.

## Storia
Il nucleo originario risale al 1574, quando gli abitanti dell'allora piccolissimo borgo costruirono una cappellina come ringraziamento verso Dio per essere stati risparmiati dalla peste di San Carlo, che in quell'epoca infuriava anche nella Valle. Divenuta logo di devozione, nel 1836 fu decisa la costruzione della chiesa vera e propria come ringraziamento per essere stati risparmiati dall'epidemia di colera che si diffuse tra il 1835 ed il 1837, e fu dedicata a San Salvatore.
Durante la prima guerra mondiale, vista la sua posizione ottimale sull'intera Valceresio, fu scelta come luogo di riparo dalle truppe del 50º Battaglione M.T. (Milizie Territoriali), che causarono numerosi danneggiamenti strutturali e no. Finito il conflitto, nel 1924 ci fu un investimento da parte della famiglia Grassi di Busto Arsizio che la rimise a nuovo, sia dentro, facendola ridipingere completamente, sia fuori. Rimase intoccata durante la Seconda Guerra Mondiale.
Seguirono altri due restauri, nel 1953-1954 in onore di Cesare Cassina e nel 1974, che la portarono allo splendore attuale. È attiva sotto la parrocchia di Cuasso al Piano; è però raramente utilizzata.

### Posizione
La chiesa si trova in un punto di eccezionale visibilità sull'intera Valceresio: si può osservare dalla sottostante Cuasso al Piano ma anche da comuni limitrofi. A causa della sua posizione strategica fu utilizzata come riparo dal 50º Battaglione delle Milizie Territoriali durante la prima guerra mondiale, che la lasciarono in pietoso stato.
Proprio qui ogni inverno, più precisamente nel periodo dell'Avvento, viene affissa e accesa la stella cometa da parte del Gruppo Alpini locale.

## Costruzione

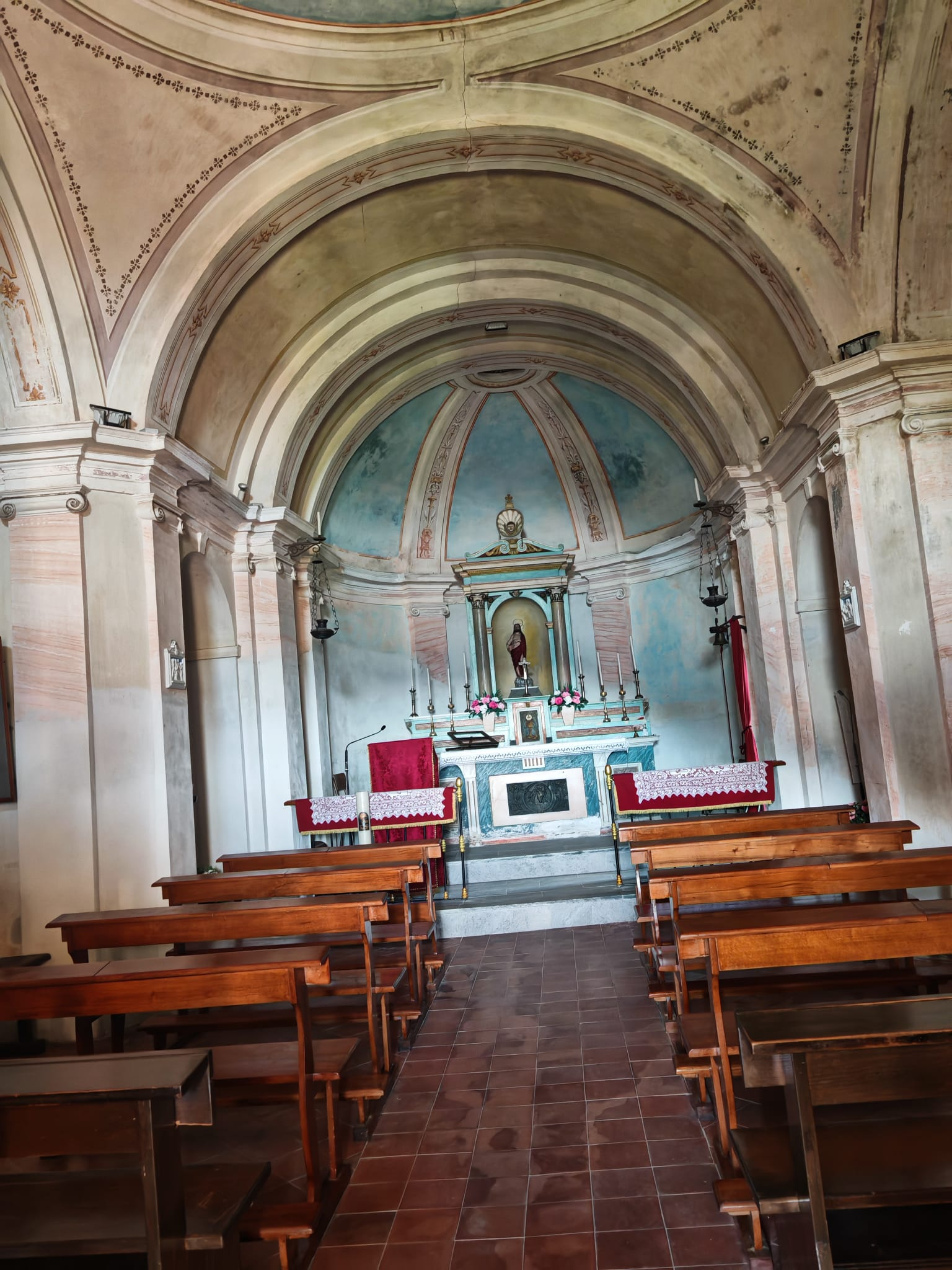
Gli interni

### Pianta
La chiesa è costituita da una singola navata a pianta rettangolare con volta a crociera, terminante in un'abside semicircolare. Sul lato destro è presente una spaziosa sacrestia contenente i paramenti liturgici e i suppellettili. La chiesa è in deterioramento strutturale a causa delle infiltrazioni d'acqua e l'umidità, oltre al naturale corso della forza di gravità sulle strutture ad arco di volta.

### Interni
La chiesa è dettagliatamente affrescata su tutte le mura. Entrambi i lati presentano delle nicchie nelle quali sono collocate statue di Santi. Il pavimento è in piastrelle di cotto. Sovrasta l'ingresso un soppalco raggiungibile con dei gradini, illuminato dal rosone sulla facciata, delimitato da un'inferriata in ferro. L'altare ospita una statua raffigurante Gesù Cristo. 

### Facciata
La facciata è composta da un frontone triangolare, con al centro un rosone circolare. Lo circondano due finestre murate. La sommità del tetto ospita una scultura di San Salvatore. La chiesa è introdotta da un pronao chiuso; tale porticato esterno è delimitato da una cancellata. 

### Campanile
Dal tetto svetta un campaniletto, il cui fusto è intonacato, con monofore nella cella campanaria, la cui singola campana è azionabile a mano da una corda all'interno.